# Skeleton-Intercontinentalcup 2018/19
Die Saison 2018/19 ist die zwölfte Saison des Skeleton-Intercontinentalcups, welcher von der IBSF organisiert und ausgetragen wird. Diese Rennserie bildet das Bindeglied vom Weltcup 2018/19 zum Europacup 2018/19 und Nordamerikacup 2018/19. Die Ergebnisse der acht Saisonläufe an vier Wettkampforten fließen in das IBSF-Skeleton-Ranking 2018/19 ein.
Bei den Damen sicherte sich Anna Fernstädt nach ihren Nationenwechsel von Deutschland nach Tschechien den Gesamtsieg vor der Britin Ashleigh Fay Pittaway und der US-Amerikanerin Megan Henry. Dieser Erfolg von Anna Fernstädt war ein historischer Erfolg im Skeleton, denn zum ersten Mal in der Geschichte des Sports wurde auf einer Siegerehrung die tschechische Hymne gespielt. Bei den Männern sicherte sich der Koreaner Jung Seung-gi den Gesamtsieg vor dem Britten Craig Thompson und seinen Landsmann Kim Ji-soo.

## Damen

### Veranstaltungen
| Datum             | Ort         | 1. Platz              | 2. Platz              | 3. Platz       |
| ----------------- | ----------- | --------------------- | --------------------- | -------------- |
| 15. November 2018 | Innsbruck   | Janine Flock          | Laura Deas            | Sophia Griebel |
| 16. November 2018 | Innsbruck   | Janine Flock          | Laura Deas            | Megan Henry    |
| 23. November 2018 | Winterberg  | Laura Deas            | Janine Flock          | Anna Fernstädt |
| 24. November 2018 | Winterberg  | Laura Deas            | Janine Flock          | Anna Fernstädt |
| 19. Januar 2019   | Park City   | Kelly Curtis          | Susanne Kreher        | Anna Fernstädt |
| 19. Januar 2019   | Park City   | Susanne Kreher        | Anna Fernstädt        | Kelly Curtis   |
| 24. Januar 2019   | Lake Placid | Ashleigh Fay Pittaway | Brogan Crowley        | Anna Fernstädt |
| 25. Januar 2019   | Lake Placid | Susanne Kreher        | Ashleigh Fay Pittaway | Anna Fernstädt |

### Gesamtwertung
| Rang | Pilotin                | Land                   | Innsbruck         | Innsbruck         | Winterberg        | Winterberg        | Park City       | Park City       | Lake Placid     | Lake Placid     | Punkte |
| Rang | Pilotin                | Land                   | 15. November 2017 | 16. November 2018 | 23. November 2018 | 24. November 2018 | 19. Januar 2019 | 19. Januar 2019 | 24. Januar 2019 | 25. Januar 2019 | Punkte |
| ---- | ---------------------- | ---------------------- | ----------------- | ----------------- | ----------------- | ----------------- | --------------- | --------------- | --------------- | --------------- | ------ |
| 01.  | Anna Fernstädt         | Tschechien             | 06                | 05                | 03                | 03                | 03              | 02              | 03              | 03              | 800    |
| 02.  | Ashleigh Fay Pittaway  | Vereinigtes Königreich | 07                | 07                | 04                | 07                | 05              | 05              | 01              | 02              | 762    |
| 03.  | Megan Henry            | Vereinigte Staaten     | 04                | 03                | 08                | 10                | 06              | 06              | 08              | 11              | 674    |
| 04.  | Susanne Kreher         | Deutschland            | –                 | –                 | 06                | 04                | 02              | 01              | 05              | 01              | 626    |
| 05.  | Corinna Leipold        | Deutschland            | 13                | 12                | 07                | 08                | 10              | 11              | 06              | 05              | 608    |
| 06.  | Alina Tararytschenkowa | Russland               | 24                | 08                | 10                | 14                | 08              | 04              | 07              | 08              | 570    |
| 07.  | Anastassija Schlapak   | Russland               | 10                | 14                | 10                | 12                | 04              | 09              | 16              | 17              | 528    |
| 08.  | Brogan Crowley         | Vereinigtes Königreich | 11                | 10                | 14                | 13                | 12              | 13              | 02              | DNF             | 490    |
| 09.  | Lanette Prediger       | Kanada                 | 15                | 16                | 16                | 15                | 14              | 08              | 11              | 10              | 476    |
| 10.  | Laura Deas             | Vereinigtes Königreich | 02                | 02                | 01                | 01                | -               | -               | -               | -               | 460    |
| 11.  | Janine Flock           | Österreich             | 01                | 01                | 02                | 02                | -               | -               | -               | -               | 460    |

## Herren

### Veranstaltungen
| Datum             | Ort         | 1. Platz              | 2. Platz              | 3. Platz              |
| ----------------- | ----------- | --------------------- | --------------------- | --------------------- |
| 15. November 2018 | Igls        | Craig Thompson        | Marcus Wyatt          | Kilian von Schleinitz |
| 16. November 2018 | Igls        | Marcus Wyatt          | Jung Seung-gi         | Samuel Maier          |
| 23. November 2018 | Winterberg  | Jung Seung-gi         | Kilian von Schleinitz | Marcus Wyatt          |
| 24. November 2018 | Winterberg  | Kilian von Schleinitz | Marcus Wyatt          | Jung Seung-gi         |
| 19. Januar 2019   | Park City   | Felix Keisinger       | Jung Seung-gi         | Craig Thompson        |
| 19. Januar 2019   | Park City   | Felix Keisinger       | Alexander Gassner     | Kim Ji-soo            |
| 24. Januar 2019   | Lake Placid | Felix Keisinger       | Alexander Gassner     | Jung Seung-gi         |
| 25. Januar 2019   | Lake Placid | Felix Keisinger       | Jung Seung-gi         | Craig Thompson        |

### Gesamtwertung
| Rang | Pilot           | Land                   | Innsbruck         | Innsbruck         | Winterberg        | Winterberg        | Park City       | Park City       | Lake Placid     | Lake Placid     | Punkte |
| Rang | Pilot           | Land                   | 15. November 2017 | 16. November 2018 | 23. November 2018 | 24. November 2018 | 18. Januar 2019 | 19. Januar 2019 | 24. Januar 2019 | 25. Januar 2019 | Punkte |
| ---- | --------------- | ---------------------- | ----------------- | ----------------- | ----------------- | ----------------- | --------------- | --------------- | --------------- | --------------- | ------ |
| 01.  | Jung Seung-gi   | Südkorea               | 03                | 02                | 01                | 03                | 02              | 04              | 03              | 02              | 852    |
| 02.  | Craig Thompson  | Vereinigtes Königreich | 01                | 04                | 08                | 08                | 03              | 06              | 06              | 03              | 756    |
| 03.  | Kim Ji-soo      | Südkorea               | 07                | 06                | 07                | 05                | 11              | 03              | 04              | 04              | 710    |
| 04.  | Egor Veselov    | Russland               | 08                | 09                | 06                | 07                | 05              | 07              | 10              | 09              | 652    |
| 05.  | Felix Seibel    | Deutschland            | 12                | 12                | 04                | 04                | 07              | 11              | 13              | 08              | 612    |
| 06.  | Wengang Yan     | Volksrepublik China    | 13                | 08                | 11                | 11                | 04              | 07              | 12              | 12              | 584    |
| 07.  | Mike Rogals     | Vereinigte Staaten     | 14                | 13                | 14                | 13                | 07              | 09              | 05              | 05              | 576    |
| 08.  | Nathan Crumpton | Vereinigte Staaten     | 15                | 16                | 16                | 15                | 09              | 05              | 07              | 06              | 536    |
| 09.  | Felix Keisinger | Deutschland            | –                 | –                 | –                 | –                 | 01              | 01              | 01              | 01              | 480    |
| 10.  | Marcus Wyatt    | Vereinigtes Königreich | 02                | 01                | 03                | 02                | –               | –               | –               | –               | 442    |